# Оканџије
Оканџије су насељено мјесто у општини Мркоњић Град, Република Српска, БиХ. Према попису становништва из 1991. у насељу је живјело 144 становника.

## Географија
Село је смјештено на надморској висини од 491 метра. Удаљено је око 30 километара од Мркоњић Града и чини га стотињак домаћинстава. Кроз један дио села протиче ријека Медљанка.

## Становништво
Према службеном попису становништва из 1991. године, Оканџије су имале 144 становника и сви су били српске националности.
| Националност       | 1991. | 1981. | 1971. |
| Срби               | 144   | 250   | 301   |
| Југословени        |       | 4     |       |
| остали и непознато |       |       |       |
| Укупно             | 144   | 254   | 301   |